# Горелкин, Гавриил Семёнович
Гавриил Семёнович Горелкин (1902, Жуковка, Орловская губерния — 1963, Молдавская ССР) — сотрудник советских органов внутренних дел и госбезопасности, полковник государственной безопасности.

## Биография
Гавриил Семёнович Горелкин родился в 1902 году в селе Жуковка Фошнянской волости Брянского уезда Орловской губернии, ныне город — административный центр Жуковского района Брянской области.
С мая 1916 по апрель 1919 года — сезонный рабочий 10-го участка службы пути Рижско-Орловской железной дороги, пос. Акуличи (ныне в черте города Клетня Брянской области).
С мая 1919 по апрель 1924 года — рабочий службы пути Западной железной дороги, пос. Акуличи.
В 1920 году окончил единую трудовую школу в пос. Людинка, ныне город Клетня.
В 1924—1927 годах был членом РЛКСМ, с 1926 года союз переименован в ВЛКСМ.
С мая 1924 года служил в Рабоче-крестьянской Красной Армии.
С мая 1924 по ноябрь 1925 года рядовой 5 железнодорожного полка.
С декабря 1925 по февраль 1928 года — рабочий 18-го участка службы пути Московско-Белорусско-Балтийской железной дороги.
В 1927 году вступил в ВКП(б), c 1952 года партия переименована в КПСС.
С марта 1928 по январь 1930 года — железнодорожный мастер военного склада № 60, город Брянск.
В январе 1930 года в составе 25-тысячников направлен на работу в село. С февраля по июнь 1930 года — председатель райколхозсекции, с. Жирятино Жирятинского района Брянского округа Западной области.
С июля 1930 — курсант Центральной школы ОГПУ, окончил в 1931 году. До сентября 1931 года работал в Брянском городском отделе ГПУ.
С 1 сентября 1931 по 1 июня 1932 года — врид уполномоченного I отделения Секретно-политического отдела ОГПУ при СНК СССР.
С 1 июня 1932 по 10 июля 1934 года — уполномоченный I отделения Секретно-политического отдела ОГПУ при СНК СССР.
С 10 июля 1934 по 23 июня 1935 года — уполномоченный I отделения Секретно-политического отдела Главного управления государственной безопасности НКВД СССР (ГУГБ НКВД СССР).
С 23 июня 1935 по 1936 год — оперативный уполномоченный II отделения Секретно-политического отдела ГУГБ НКВД СССР. С 8 декабря 1935 года — лейтенант государственной безопасности.
С декабря 1936 по 1938 год — оперативный уполномоченный IV отделения ГУГБ НКВД СССР.
С 1938 по 23 февраля 1939 года работал в Центральном архиве НКВД СССР.
С 23 февраля 1939 по 26 февраля 1941 года — начальник Управления НКВД по Пензенской области. С 7 марта 1939 года — капитан государственной безопасности.
Делегат XVIII съезда ВКП(б), март 1939 года. Был избран членом бюро Пензенского обкома ВКП(б).
С 26 февраля по 31 июля 1941 года — начальник Управления НКГБ по Пензенской области.
С 31 июля 1941 по 20 января 1943 года — начальник Управления НКВД по Пензенской области.
С 11 февраля 1943 года — подполковник государственной безопасности.
С 7 апреля 1943 года — полковник государственной безопасности.
С мая 1943 по 1944 год — начальник Управления НКВД по Курганской области, полковник
С 1945 по 1951 год — заместитель начальника УНКГБ по Астраханской области.
С 17 апреля 1952 по март 1953 года — заместитель начальника Кагульского окружного отдела МГБ Молдавской ССР.
С 4 апреля 1953 — начальник Кагульского окружного отдела МВД. 15 июня 1953 года все округа Молдавской ССР были упразднены. 
С мая 1953 по 1954 год — начальник Кагульского городского отдела МВД Молдавской ССР.
В 1954 году уволен в запас.
Гавриил Семёнович Горелкин умер в 1963 году в Молдавской ССР.

## Награды
- Орден Красного Знамени
- Орден Отечественной войны II степени[8], 31 мая 1945 года
- Орден Красной Звезды, дважды[9][10]: 20 сентября 1943 года и 15 января 1945 года
- Орден «Знак Почёта», 26 апреля 1940 года
- 3 медали, в т.ч.
  - Медаль «За победу над Германией в Великой Отечественной войне 1941—1945 гг.»
- Знак «Почетный работник ВЧК-ГПУ» (XV годовщина), 31 августа 1937 года